# N5 (canción)
«N5» es una canción interpretada por la cantante argentina Lali, incluida en su quinto álbum de estudio del mismo nombre, Lali (2023). Fue compuesta conjuntamente por la intérprete, Martín D'Agosto y Mauro De Tommaso, mientras que la producción estuvo a cargo de este último. La compañía discográfica Sony Music Argentina la publicó el 22 de junio de 2022 como el cuarto sencillo del disco. La canción está inspirada en la noche madrileña y mezcla tintes house con guitarras flamencas. La letra trata sobre la historia de una relación lésbica de una situación real vivida por la cantante. Asimismo, el título hace referencia directa al reconocido perfume Chanel n.º 5 de Coco Chanel.
Comercialmente, obtuvo un buen rendimiento en Sudamérica: en Argentina, alcanzó el noveno lugar de la lista Billboard Argentina Hot 100 y se convirtió en la canción mejor posicionada de Lali hasta entonces, mientras que, en Uruguay, ocupó la sexta posición de su conteo. También logró ubicarse entre los veinte mejores puestos de la sección pop de las listas radiales de Chile y Perú. Debido a su buen recibimiento comercial, fue certificado como disco de oro en Argentina.
El videoclip, dirigido por Lautaro Furiolo, se estrenó en simultáneo con el lanzamiento de la canción y se desarrolla en un marco de seducción de Lali junto a otra mujer en una narrativa llena de glamur y seducción. Cuenta con la participación de los actores argentinos Leonardo Sbaraglia y Verónica Llinás. El vídeo tuvo una recepción positiva por parte de la crítica por el empoderamiento, libertad y apoyo que brinda hacia la comunidad LGTBI+. Por otro lado, la canción formó parte del repertorio de las giras musicales Disciplina Tour y Lali Tour.

## Antecedentes y lanzamiento
La cantante lanzó el sencillo el 22 de junio de 2022, tan solo un día antes del comienzo de su gira Disciplina Tour. Poco tiempo después, los fanáticos y los medios de comunicación comenzaron a relacionar el tema con la cantante española Lola Índigo, luego de que ambas fueran grabadas besándose en una fiesta celebrada en Madrid a mediados de marzo de 2022, hecho que había sido noticia en numerosas revistas y medios de comunicación. Estos rumores se propagaron rápidamente cuando la letra de la canción menciona que Lali y una mujer misteriosa se graban mientras se besan en una fiesta y luego aparecen en las portadas. Posteriormente, luego de muchas especulaciones, Lali confirmó que parte de la inspiración detrás de la canción había sido efectivamente Índigo. En una entrevista para Canal 9 Televida, explicó más detalladamente su inspiración:

En cierta manera, sí, está dedicada a ella. Es una historia larga, por eso digo que, en cierta manera, pero sí. Es una canción que está buenísima, a mí me encanta. Este tema es parte de una anécdota que me hace reír y me divierte. Y cuando estaba en el estudio trabajando en este tema con Maurito y Tincho, mi productor y con quien escribo, por supuesto que todas las anécdotas, todas las vivencias, cosas irónicas y de verdad, todo eso uno lo termina poniendo en las canciones y le dan cuerpo y vida a la letra, tiene que ver un poco con eso.

Por su parte, la cantante española mencionó que mantiene una buena amistad con Lali y agregó que «es una de mis personas favoritas». Luego, durante un live de Instagram, Índigo respondió qué opinaba sobre «N5» y dijo que estaría dispuesta a formar parte de realizarse una remezcla del sencillo.

## Composición y letra

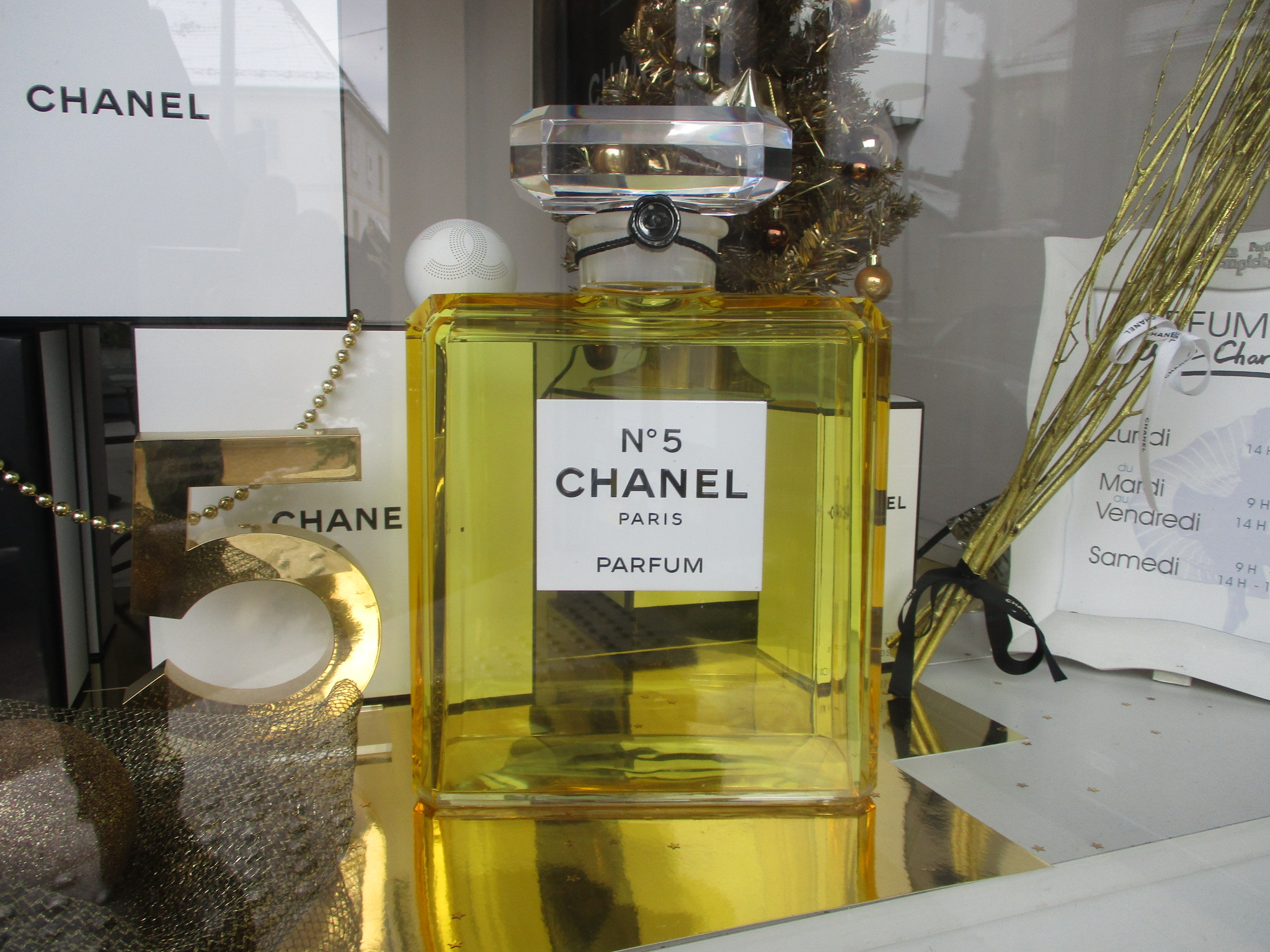
Perfume que hace referencia el título de la canción.

«N5» fue compuesta por Lali, Martín D'Agosto y Mauro De Tommaso, quien además se encargó de la producción del tema. La producción y grabación tuvo lugar en Madrid, aunque inicialmente el proceso de composición se desarrolló en Buenos Aires. La canción está inspirada en la noche madrileña y mezcla tintes house con guitarras flamencas, tras haber incorporado elementos de la cultura española en su música, luego que se estableció en España para filmar la serie Sky Rojo, entre 2019 y 2022. En el sitio Filo News, el crítico Pato Smink comentó que Lali muestra un claro alejamiento del género pop urbano mientras incorpora sonidos pop de los años 1990 y principios de los 2000. Asimismo, observó que la producción tiene como «condimento especial» un sonido de guitarra acústica española que juega, en contraste, con la base y el bajo electrónico de la canción, mientras la textura de la voz de Lali varía, de igual manera, con la base. Asimismo, esta cambia y es utilizada como si fuese un sintetizador, un elemento generalmente utilizado en el subgénero hyperpop.
El título de la canción hace referencia directa al reconocido perfume Chanel n.º 5 de la marca de alta costura de Coco Chanel. Originalmente, el tema había sido compuesto pensado como una colaboración con Lola Índigo; sin embargo, debido a problemas de agendas y compromisos por parte de ambas cantantes, la idea no se materializó y Lali decidió continuar su publicación como un tema solista. La letra describe una relación entre personas del mismo sexo por primera vez desde que la cantante se declarara bisexual algunos años antes.

## Recepción

### Crítica
El sitioweb argentino Exitoina elogió la canción y escribió: «Tras el éxito de la trilogía con la que inició el 2022, [...] Mariana Espósito redobla su apuesta y se reafirma como reina del pop e icono de la comunidad LGTBIQ+». Télam destacó el lanzamiento de la canción como uno de los mejores publicados en el mes de junio de 2022. Pato Smink de Filo News opinó que con la canción «Lali y su equipo buscan generar tendencia, en vez de seguirla».
En junio de 2024, «N5» fue nombrada como un de las diez canciones pop clave para celebrar el Día del Orgullo.

### Comercial
«N5» tuvo un éxito moderado. En Argentina, debutó en el puesto 86 del conteo Billboard Argentina Hot 100 en la edición del 10 de julio de 2022. En su segunda semana, ascendió hasta el decimocuarto lugar y fue nombrado como el Greatest Gainer (en español: Mayor ganador) de la semana, tras subir 72 posiciones respecto a la anterior. Finalmente, en su quinta semana —correspondiente a la edición del 7 de agosto—, alcanzó la novena posición, por lo que se convirtió en la canción mejor posicionada de la cantante desde «Sin querer queriendo» en octubre de 2018 y, a su vez, marcó su primera entrada dentro del top diez. Debutó en el segundo puesto del conteo radial Airplay Argentina el 25 de julio de 2022; en la edición siguiente, ascendió directamente al primer puesto. También lideró la sección nacional y latino de Monitor Latino. Tras vender 10 000 copias en el país, la Cámara Argentina de Productores de Fonogramas y Videogramas (CAPIF) certificó al sencillo con un disco de oro.[cita requerida]
En Uruguay, debutó en el decimocuarto lugar de la lista de sencillos del país el 8 de agosto de 2022; y cuatro semanas más tarde, correspondiente a la edición del 29 de agosto de 2022 por Monitor Latino, ascendió al número seis. También logró ubicarse dentro de las veinte principales posiciones de la sección pop de los conteos radiales de Chile y Perú, en los puestos dieciséis y catorce, respectivamente.

## Vídeo musical

### Filmación y trama
El 20 de junio de 2022, Lali mostró un adelanto del videoclip de «N5» y reveló que se estrenaría en YouTube y Apple Music un día después de su lanzamiento como sencillo. Bajo la dirección de Lautaro Furiolo, se filmó principalmente en el interior de los salones de la Sociedad Italiana Unión y Estrella de Lomas de Zamora y en algunos pasillos del Teatro Coliseo en la ciudad de Lomas de Zamora (Argentina). Las grabaciones se realizaron el 7 de junio y tuvo una duración de una sola sesión, aunque se extendió hasta altas horas de la madrugada del día siguiente. En una entrevista para El1Digital, Furiolo describió la idea y el relato audiovisual del video: 

La idea del videoclip surgió en base a la canción, que por momentos tiene vibras españolas, medio flamencas, y por momentos algo más electrónico. [...] Quería que el video tuviera un look muy cinematográfico y que perdurara en el tiempo. En cuanto a las referencias estéticas, me inspiré en películas de directores como Paolo Sorrentino. [...] Por otro lado, soy fanático de la pintura, así que un poco la idea de poner un cuadro en el video vino de ahí, que a su vez conecta con conceptos de los que habla la canción, como son la lujuria y el 'pecado'. También está la carta de tarot y este loop infinito de juego de seducción, que no se sabe si es real o un sueño: en cierto modo, está librado al azar para que el público haga su interpretación.

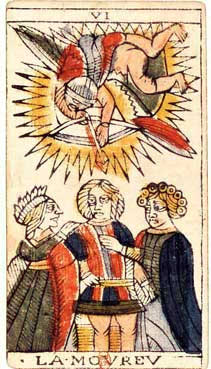
Carta de tarot "Los enamorados" aparecida al final del video.

La trama se desarrolla en un marco de seducción con Lali como actriz en una narrativa llena de glamur, seducción y una impronta ibérica, reflejadas en imágenes caracterizadas por el baile, la diversidad, el misterio y la sensualidad. Asimismo, cuenta con la participación de los actores argentinos Leonardo Sbaraglia y Verónica Llinás, con quienes había trabajado anteriormente en diferentes proyectos actorales. Comienza con Lali ingresando al salón de un hotel donde se realiza una cena elegante, con una mesa de apuestas en la que se encuentra Llinás acompañada de varias personas y de una mujer que capta la atención de la cantante. En dicha escena, usa un vestido elegante rojo con varios collares de brillantes del mismo color. Luego de cruzar miradas, la cantante logra seducirla, ambas se retiran del salón principal para realizar un baile sensual, primero solas y luego junto con una decena de bailarines. Posteriormente, ambas vuelven a sus lugares y continúan ignorando lo ocurrido anteriormente. Sbaraglia, quien interpreta a su pareja, entra en escena e intercambia miradas cómplices con Lali, que continúa encantada por la mujer. Hacia el final, la pareja le hace llegar una carta de tarot a la mujer, a quien terminan invitando a pecar de la forma más sutil posible: con la carta de "los enamorados" que generalmente está asociada con la necesidad de elección, de los impulsos sexuales y románticos.

### Recepción crítica
El videoclip obtuvo críticas positivas. La revista Paparazzi expresó que «Lali se reafirma como reina del pop e icono de la comunidad LGTBIQ+». De igual manera, C5N afirmó: «Lali es referente de mujeres y diversidades, y no duda a la hora de ser provocativa en los videos». Brenda Petrone Veliz de La Voz del Interior eligió a «N5» como uno de los videoclips de artistas mujeres y de la comunidad LGTBIQ+ que «celebran el empoderamiento y logran alcanzar una empatía con el público». Asimismo, lo describió como una «una explosión de ganas [que] saca los mejores y más fogosos movimientos de la cantante [...]. Con la performance coral del resto de los artistas, la escena grita sexo, escándalo y libertad».
En los Premios BAMV Fest de 2022, recibió una nominación en la categoría de vídeo pop. También fue nominado como mejor videoclip de músico instagramer en los Premios Quiero.

## Interpretaciones en directo
La cantante interpretó por primera vez la canción al otro día de su lanzamiento, durante el concierto inicial de la gira Disciplina Tour, el 23 de junio de 2022. Durante la presentación, realizaba la coreografía desarrollada en el videoclip junto con sus bailarines y, a la mitad de la actuación, se besaba con varios de sus bailarines. El 10 de agosto de 2022, cantó «N5» como parte de un popurrí de cuatro canciones en el festival virtual Suena en TikTok, organizado por la misma plataforma de videos cortos.
El 26 de febrero de 2023, presentó el tema en el espectáculo de medio tiempo en la final Kings League, la liga fútbol amateur de streamers creada por Gerard Piqué, junto con otros de sus temas como «Disciplina» y «Motiveishon». El evento tuvo lugar en el Estadio Camp Nou y actuó ante 92 000 personas y más de 1.2 millones de espectadores en directo a través de la plataforma Twitch. Posteriormente figuró como parte del repertorio de la gira Lali Tour.

## Créditos y personal
Adaptados desde Jaxsta.

### Producción
- Lali: voz, composición
- Martin D'Agosto: composición, teclados
- Mauro De Tommaso: composición, producción, caja de ritmos, teclados
- Brian Taylor: guitarra

### Técnico
- Mauro De Tommaso: ingeniero de grabación
- Brian Taylor: ingeniero de grabación
- Javier Caso: ingeniero de grabación, asistente de A&R
- Federico Kalwill: coordinador de A&R
- Javier Fracchia: ingeniero de masterización
- Lewis Pickett: ingeniero de mezcla

## Posicionamiento en listas

### Semanales
| País (Lista 2022)                   | Posición más alta |
| ----------------------------------- | ----------------- |
| Argentina (Monitor Latino)          | 1                 |
| Argentina Latino (Monitor Latino)   | 1                 |
| Argentina Nacional (Monitor Latino) | 1                 |
| Argentina Hot 100 (Billboard)       | 9                 |
| Chile Pop (Monitor Latino)          | 16                |
| Perú Pop (Monitor Latino)           | 14                |
| Uruguay (Monitor Latino)            | 6                 |
| Uruguay Latino (Monitor Latino)     | 6                 |

### Anuales
| País (Lista 2022)                 | Posición más alta |
| --------------------------------- | ----------------- |
| Argentina (Monitor Latino)        | 44                |
| Argentina Latino (Monitor Latino) | 33                |
| Uruguay (Monitor Latino)          | 52                |

## Certificaciones
| País      | Organismo certificador | Certificación | Ventas certificadas | Ref.             |
| --------- | ---------------------- | ------------- | ------------------- | ---------------- |
| Argentina | CAPIF                  | Oro           | 10 000              | [cita requerida] |

## Historial de lanzamientos
| País   | Fecha               | Formato(s)                  | Discográfica         | Ref.   |
| ------ | ------------------- | --------------------------- | -------------------- | ------ |
| Varios | 22 de junio de 2022 | Descarga digital, streaming | Sony Music Argentina | [ 60 ] |